# Purawica
Purawica (ros. Пуравица; est. Puravitsa) – przystanek kolejowy w pobliżu miejscowości Burawcy, w rejonie pieczorskim, w obwodzie pskowskim, w Rosji. Położony jest na linii Psków - Valga - Ryga.

## Historia
Przystanek powstał w latach 30 XX w., gdy tereny te należały do Estonii i przez okres międzywojenny nosił estońską nazwę Puravitsa od estońskiej nazwy wsi Burawcy. Nazwa ta w rusyfikowanej formie zachowała się do dziś.